# Aditivo (combustible)
Un aditivo para combustible es una sustancia química agregada a un producto para mejorar sus propiedades, en el caso de los combustibles dicha sustancia es utilizada en pequeñas cantidades añadida durante su elaboración por el fabricante, para cambiar las características del mismo y para mejorar sus propiedades.
Hay diferentes características que puede mejorar los aditivos:
- Octanaje: El compuesto de tetraetilo de plomo que se utilizó durante décadas, pero es muy contaminante y se ha prohibido su uso. El etanol y el MTBE se usan como aditivos para lograr mejor combustión de la gasolina.
- Oxigenadores: Mejoran la combustión del combustible. Evitando los humos, los hidrocarburos no quemados y los restos de carbonilla. Además de mejorar el consumo y la potencia. Aunque no todos estos aditivos aumentan la potencia por no contener productos que aumenten concretamente el OCTANAJE.
- Detergentes: Mejoran la pulverización de la gasolina, la mezcla y el contacto con el oxígeno del aire.
- Colorantes: Se utilizan para evitar confundir combustibles o el fraude fiscal con combustibles con menos impuestos (ej. Combustible agrícola o de calefacción).

## Tratamiento para el motor
Existen preparados para mejorar o tratar ciertos problemas del motor. Suelen ser pequeñas botellas que se añaden en el depósito de combustible, en el aceite del coche, e incluso pulverizados en la admisión. No están previstos para usarse continuamente como los aditivos.